# 符泳
符泳（1980年3月18日—），男，香港前游泳运动员，从事短距离自由泳项目。他代表中国香港参加了 2000 年夏季奥运会，后来在亚运会（2002 年和 2006 年）进入前 16 名决赛。
中學就讀於喇沙書院、英華書院和聖若瑟書院。
符泳出身於游泳世家，在五至六十年代，父親符大進是全中國自由泳冠軍及紀錄保持者，並曾破亞洲紀錄；母親鄭梅萼是蛙后及中國青年紀錄保持者；姐姐符梅曾代表香港出席亞運，並在接力中得到獎牌。

## 最佳時間
- 50米自由泳短池（22'46）
- 50米自由泳長池（23'50）
- 100米混合泳短池（58'26）

## 榮譽
- 1999年游泳教練會最佳進步泳員獎
- 1999西安城運會50米自由泳銅牌
- 2005年游泳教練會最佳男泳員
- 2006年泳總全年最佳男泳手
- 1998年曼谷亞運會
- 1999年世界短池游泳錦標賽
- 2000年第六屆亞洲游泳錦標賽
- 2000年悉尼奧運會
- 2001年東亞運動會
- 2001年第九屆全運會
- 2002年釜山亞運會
- 2003年世界游泳錦標賽
- 2005年全國運動會
- 2005年亞洲室內運動會
- 2006年杜哈亞運會
- 2008年亞洲蹼泳錦標賽50米雙蹼銀牌